# Grupo Zema
Grupo Zema é uma empresa brasileira sediada em Araxá, no estado de Minas Gerais, fundada em 12 de maio de 1923 por Domingos Zema, imigrante italiano oriundo de Reggio Calabria.

## História
O grupo iniciou com a fundação da Casa Sport, primeira empresa de acessórios, peças e lubrificantes automotivos da cidade de Araxá em 12 de maio de 1923. A empresa foi fundada por Domingos Zema que posteriormente começou a construir carroças e alugar carros. Em 1936, foi criado o primeiro posto de combustível da cidade por Domingos. Em 1969, o grupo comprou um segundo posto iniciando o processo de expansão da marca. Na década de 70 com a compra de uma concessionária da General Motors e com a compra de uma loja Frigidaire, (inicialmente vendia-se geladeiras com essa marca) eles começaram a vender eletrodomésticos.

## Subsidiárias
- Auto Peças
- Auto Zema
- Moto Zema
- Consórcio Zema
- Zema Moda
- Zema Financeira
- Zema Eletro

### Lojas Zema
Anteriormente conhecida como Eletrozema, tem como foco principal em cidades do interior onde oferece menos concorrência e mais produtos acessíveis. Seu faturamento em 2012 chegou em 980 milhões de reais e foi considerada a quarta maior rede em número de lojas e 12ª maior em vendas.

### Zema Petróleo
Em 22/11/2018 foi anunciado que o grupo francês Total adquiriu o negócio de postos do grupo. A empresa de postos de combustíveis do grupo revendia mensalmente 50 milhões de litros de combustível nas 230 franquias em cinco estados do Brasil..